# Éditions Spartacus
Éditions Spartacus es una editorial francesa fundada en 1934 por René Lefeuvre. 
Publican libros marxistas antiautoritarios (opuestos al leninismo y al estalinismo) y textos de corrientes revolucionarias antileninistas, con una orientación en general cercana al luxemburguismo. Históricamente, la priincipal aportación de esta editorial es de haber dado a conocer las posiciones de Rosa Luxemburg, y de poner en evidencia la crítica al leninismo que contenían. Algunos textos libertarios también figuran en el catálogo.

## Historia
En el momento de su fundación en 1934, Spartacus es publicado como revista, y a partir de 1936 como cuadernos mensuales. Los primeros autores publicados en los cuadernos son Victor Serge (16 fusillés, Lénine 1917) ; Alfred Rosmer y René Modiano (Union Sacrée 1914-193...) ; Rosa Luxemburg (La Révolution russe) ; André Prudhommeaux (Catalogne 1936-1937).
Tras la eclipse de la Segunda Guerra Mundial, (René Lefeuvre estuvo prisionero en Alemania), los Cahiers Spartacus retoman su ritmo de publicación. En los años 1950-1960, el ritmo de publicación es más lento. La revuelta de Mayo 68 crea nuevas posibilidades de difusión permitiendo la edición por los cuadernos de varios textos. En complemento a su labor editorial, Spartacus crea un centro de documentación sobre la historia del movimiento obrero que reúne los documentos acumulados por René Lefeuvre.
Un comité, con estatus de asociación, continúa el trabajo editorial.
En 2016, la editorial Spartacus es distribuida por Pollen Diffusion.

## Algunos títulos publicados
- Rosa Luxemburg : La Révolution russe.
- René Lefeuvre : La Politique communiste (ligne et tournants).
- Tomori-Balasz : Qui succédera au capitalisme ?
- Denis Healey : Les Socialistes derrière le rideau de fer.
- Karl Marx et Friedrich Engels : Textes sur l'organisation.
- Victor Serge : Seize fusillés à Moscou.
- Victor Serge : Le Nouvel impérialisme russe.
- Rudolf Rocker : Les Soviets trahis par les bolcheviks.
- Rosa Luxemburg : Marxisme contre dictature.
- Anton Pannekoek : Les Conseils ouvriers.
- Daniel Guérin : Pour un communisme libertaire.
- Herman Gorter : Réponse à Lénine.
- Alain Guillerm : Le Luxemburgisme aujourd'hui.
- Rosa Luxemburg : La Crise de la social-démocratie.
- Riazanov : La Confession de Karl Marx.
- Paul Mattick : Le Marxisme, hier, aujourd'hui et demain.
- Jean Barrué : L'Anarchisme aujourd'hui.
- Maurice Dommanget :Enragés et curés rouges en 1793, Jacques Roux et Pierre Dolivier.
- François Cerutti : D'Alger à Mai 68 : mes années de révolution, 2010, avant-propos de Mohammed Harbi[1]·[2]·[3]
- Gaston Leval : La pensée constructive de Bakounine, 1976
- Jan Waclav Makhaïski : Le socialisme des intellectuels
- Alexandre Skirda : Kronstadt 1921. Soviets libres contre dictature de parti, 2017

## Anexos